# صالح النقيدان
صالح النقيدان فنان تشكيلي سعودي من مواليد 1951 في عنيزة، اشتهر برسوماته الشعبية، وبدا نشاطه الفني بمشاركته في جناح الفنون التشكيلية في مهرجان الجنادرية عام 1985م.

## التعليم
درس في عنيزة، وسافر إلى جمهورية أيرلندا لدراسة الحاسب الآلي وتابع الأنشطة الفنية فيها.

## البدايات
بدأ مشاركاته الفنية في جناح الفنون التشكيلية في مهرجان الجنادرية عام 1985م / 1405هـ ولكن ممارساته الفنية بدأت مبكراً 1390هـ / 1970م عندما رسم صورة الملك فيصل بن عبد العزيز وعدد من ضباط الكلية الحربية التي كان يعمل مساعدا في تنفيذ ديكور مسرحها مع الفنان التشكيلي مصطفى النتشة.

## معارضه
- أقام معرضه الشخصي الأول في مركز صالح بن صالح الثقافي برعاية الأمير عبد الإله بن عبد العزيز.
- أقام المعرض الشخصي الثاني في الرياض برعاية الأمير سطام بن عبد العزيز في انتركونتيننتال.
- أقام معرضه الشخصي الثامن بعنوان «الكويت في عيون سعودي» عام 2019 في دولة الكويت.[3]
- أقيم معرضه الشخصي التاسع بتنظم من الجمعية السعودية للفنون التشكيلية (جسفت) في الرياض عام 2020.[4]

## المؤلفات
للفنان التشكيلي صالح النقيدان 3 كتب، هي:
- عنيزة بعيون فنان.
- التراث العمراني بالقصيم.
- الكويت بعيون سعودي.

## الفتاة الفلسطينية
في 2022، برز الفنان التشكيلي صالح النقيدان بتميزه في العديد من المدارس، منها السريالية والواقعية، حيث قدم رسالة من خلال أعماله الفنية، ومن هذه الأعمال لوحة سريالية لفتاة فلسطينية، تعرضت مدرستها لهجوم إسرائيلي، وتحدث عن هذه اللوحة بقوله: "هذه اللوحة لها أثر في نفسي، شاهدت في التلفزيون لقطة لهذه الفتاة عندما اقتحم اليهود مدرسة الأطفال البنات، واستطعت أن ألملم أفكاري، وأرسم هذه اللوحة بالأسلوب السريالي الذي من خلاله يستطيع الفنان أن يعبر عما يجول في خاطره وبسهولة".

## جسفت
في ديسمبر 2021، استضافت الجمعية السعودية للفنون التشكيلية صالح النقيدان في أمسية فنية ثقافية، وأقام ورشة فنية تفاعلية عن رسم الصحراء والرمال، وعن دمج وتركيب الألوان واستخراج الدرجات اللونية.

## لوحة النماء
في أغسطس 2018، قدم الفنان التشكيلي صالح النقيدان لوحة نماء، هدية للملك سلمان بن عبد العزيز، عندما أعجب الأمير سلطان بن سلمان رئيس هيئة السياحة والآثار (سابقًا) بلوحة نماء.

## معرض العرب الدولي
في أغسطس 2016، أقيم معرض العرب الدولي الثالث بمدينة إربد الأردنية، الذي نظّمته جمعية همم للفنون التشكيلية، حيث شارك الفنان التشكيلي صالح النقيدان في هذا المعرض، وذكر بأن مثل هذه المشاركات الخارجية تضيف إلى الرصيد الفني للفنان.

## وصلات خارجية
- موقع الفنان التشكيلي صالح النقيدان